# Estolomimus marmoratus
Estolomimus marmoratus là một loài bọ cánh cứng trong họ Cerambycidae.